# Secrets glacés
 (juin 2022).
Si vous disposez d'ouvrages ou d'articles de référence ou si vous connaissez des sites web de qualité traitant du thème abordé ici, merci de compléter l'article en donnant les références utiles à sa vérifiabilité et en les liant à la section « Notes et références ».
Albums de Alain Chamfort
Amour année zéro
(1981) Tendres Fièvres
(1986)
Singles
1. Bons baisers d'ici
Sortie : mai 1983[2]
2. Rendez-vous
Sortie : mars 1984[3]
3. L'Infidèle
Sortie : janvier 1985[2]

Secrets glacés est le sixième album studio d'Alain Chamfort sorti en 1983.
Les textes sont intégralement écrits par Philippe Bourgoin, auteur du texte Chacun fait (c'qui lui plaît), du groupe Chagrin d'amour.
Deux titres extraits de cet album qui sont sortis en 45 tours ont connu un succès : Rendez-vous et Bons baisers d'ici.

## Chansons
| No  | Titre                 | Durée |
| --- | --------------------- | ----- |
| 1.  | Cap aux Antilles      | 3:40  |
| 2.  | La Licorne appareille | 3:38  |
| 3.  | 7 Amazones            | 4:26  |
| 4.  | Bons baisers d'ici    | 3:45  |
| 5.  | Sorcier               | 3:34  |
| 6.  | L'Infidèle            | 3:32  |
| 7.  | Volatile              | 3:13  |
| 8.  | Les Jours de moisson  | 4:04  |
| 9.  | Passif imparfait      | 1:44  |
| 10. | Rendez-vous…          | 4:31  |

## Crédits
- Paroles : Philippe Bourgoin
- Musique : Alain Chamfort

## Singles extrait de l'album
Deux singles furent extraits de l'album en 1983 et 1984. Un 45 tours promotionnel de la chanson L'Infidèle a également été sorti en 1985.
- 1983 : Bons baisers d'ici / Sorcier
- mars 1984 : Rendez-vous / Les Jours de moisson
- 1985 : L'Infidèle / 7 Amazones (single promo)